# 永野護
永野 護（ながの まもる、1960年〈昭和35年〉1月21日 - ）は、日本のメカニックデザイナー・キャラクターデザイナー・漫画家。株式会社EDIT代表取締役。京都府舞鶴市出身。身長175cm。愛称（自称）は「クリス」。妻は声優・歌手・俳優の川村万梨阿。

## 人物
アニメ制作会社日本サンライズ（サンライズを経て、現・バンダイナムコフィルムワークス）に企画部のオールラウンド・デザイナーとして入社すると、すぐにテレビアニメ『重戦機エルガイム』のメインデザイナーに抜擢される。永野の生み出したロボット「ヘビーメタル」は、ロボットアニメ史上、初めて設定上齟齬なく動くデザインを提供し、アニメ業界に旋風を巻き起こした。以後、アニメのデザイナー、漫画家として活躍。
人間もメカ（ロボット）も両方ひっくるめて「キャラクター」として描ける人間が本来のデザイナーだと思っているので、「メカデザイン」という役職は存在しないというのがポリシー。

### 趣味・嗜好
音楽
ロックに通暁し、作品中の固有名詞などには、バンド名（主にプログレッシブ・ロック）やその作品名、メンバー名をオマージュとしてしばしば借用している。例えば、アモン・デュール、アトール、アシュ・ラ・テンペル、モーターヘッド等が挙げられる。また、楽器や機材にも精通しておりフォーカスライト、SSL、インタシティ、Neve Electronics等、楽器・機材メーカー名を借用する事もある。学生時代、バンドを組んでおり、ベースを担当していた。米軍キャンプで演奏をしていた経験もあり、一時期は本気でミュージシャンになろうかと考えていたこともあるという。自身が執筆するマンガのイメージアルバム「THE FIVE STAR STORIES」を自ら手がけたこともある。サンライズの面接にもベースを背負って靴底が15cmもあるロンドンブーツを履いていったが、長髪で靴のせいで身長が190cm近くある永野を見た担当者は、「使いものになりそうにないけどオモロイんで雇おうか」と言ったという。
ファッション
ファッションデザインを学んでおり、登場キャラクターのファッションにも強いこだわりを持ってデザインをしている。『FSS』を始めとして、永野の作品に登場するキャラクターのコスチューム・デザインは、アニメ・マンガの世界を超えて高い評価を得ている。こうしたファッションへのこだわりについて、永野はデザイン集『F.S.S. DESIGNS1』において、実家が呉服関係の仕事をしていたため幼少時より布地に囲まれて育ったという原体験を語っている。「FSSのデザインは1980年代ファッションを引っ張ってきたという自負がある」とも語っている。洋服を着ても、基本的に「服を着た俺を見て」ではなく「洋服を見て」というのが先に立っている。ちょっと変わった服を着ていて街で馬鹿にされたりからかわれたりすることもあるので、好きな服を着ることにはすごくパワーがいるが、それでも着る。
ミリタリー
大のミリタリーファンであり、現実の兵器の造形・デザイン面の様々な分野に造詣が深く、永野のデザインはそれらより強い影響を受けている。サンライズの面接でも、戦車や戦闘機などを描いて提出した。実在の兵器の中では第二次世界大戦時のドイツ軍やソ連軍の戦車への愛好が強い。その嗜好は、『パンツァーフロント』でのオリジナル戦車デザインや、『ファイブスター物語』における戦車戦の描写に反映しているほか、「バストーニュ」「トブルク」「マエッセン」「ケーニヒ」など、『FSS』に登場する地名や人物名もその分野に因んだものが見られる。そのためミリタリー色の強いアニメ『装甲騎兵ボトムズ』のファンでもある。また、『ボトムズ』の作画監督の谷口守泰とは、実家が呉服関係の仕事をしていたという永野のプロフィールと谷口の西陣織図案デザイナー出身という異色の経歴とのつながりや、同じ京都人として、永野との親交が知られている。航空自衛隊第204飛行隊が永野のイラストをノーズアートに採用した際、その御礼で、当時第204飛行隊が駐屯していた百里基地を訪問。その時の興奮を『Takes of Joker』13号に綴っている。
模型製作
モデラーを自認しており、模型を趣味で制作している。腕前はかなりのもので、模型雑誌のプロモデラーと比較してもあまり遜色がないほどのもの。ミリタリー模型ファンであり、田宮模型が主催する1/35ミリタリーフィギュアの改造コンテスト「タミヤ人形改造コンテスト」に18歳の時に入賞した経験があり、同社が発行する作品集にも掲載された。タミヤがMMタイガーIおよびキングタイガーをリリースした際は、『月刊ニュータイプ』誌の模型コーナーに作例を提供したり、『FSS』の連載のトビラで同キットを紹介した事がある。また、自らデザインしたモビルスーツ「リック・ディアス」の改造作品「シュツルム・ディアス」の作例が模型専門誌「モデルグラフィックス」に掲載された事がある。後にシュツルム・ディアスは明貴美加のクリンナップを経て『機動戦士ガンダムΖΖ』の劇中に登場した。また『FSS』のモーターヘッド造形やWTMの原型で知られる谷明は、ワンダーフェスティバルにて、永野に見い出され、海洋堂に入社した経緯がある。
コスプレ
学生時代から、「トミノコ族」の中心的存在として知られ、1981年2月22日に新宿アルタ前で行われた、富野由悠季主催の『機動戦士ガンダム』劇場版公開前のイベント「アニメ新世紀宣言」に、シャア・アズナブルのコスプレをして現れた。ちなみに同イベントでは、川村万梨阿もララァ・スンのコスプレで登場している。2000年7月23日に幕張メッセで行われた、東京キャラクターショー2000・角川書店ブースでの『Schell Bullet』トークショーでは、著者である幾原邦彦とともに、「厄落とし」と称して、『セーラームーン』（講談社作品）に登場するキャラクターの女装コスプレでムーンライト伝説にあわせてダンスを披露し（永野はセーラーヴィーナス、幾原はセーラーマーズにそれぞれ扮した）、観客の度肝を抜いた。この時、川村が振り付けを担当した。
ゲーム
TVゲームに非常に熱中しやすく、スーパーファミコンのソフトが全盛期だった頃は、親交のある佐藤元とよくソフトを交換し合い、それが部屋中に散乱していたという。特にオンラインゲーム『ファンタシースターオンライン』には熱中し、著名人プレイヤーとしても知られている。続編『ファンタシースターユニバース』においてもファンサイトと自身専用ロビーを立ち上げてプレイしたとされる。また、彼がデザインした武器が同ゲーム内に登場する。『ファンタシースターオンライン2』においても彼がデザインした武器およびキャラクターが登場し、キャラクターの声優は妻である川村万梨阿が担当した。『バーチャファイター』全盛期には、印税を投げ打って筐体を購入した事を、川村がラジオで語っている。ドリームキャスト版『ソウルキャリバー』に熱中した際には、同ゲームの攻略本にて『アイヴィ』の攻略記事を執筆した事がある。

### 家族
妻はアニメ『重戦機エルガイム』のガウ・ハ・レッシィ/リリス・ファウ役（二役）や、アニメ版『ファイブスター物語』でラキシス役を務めた声優・川村万梨阿である。互いに学生時代の頃から12年の交際を経て1991年に挙式し、富野由悠季夫妻が仲人を、ガンダムの登場人物であるギレン・ザビ役の声優・銀河万丈が披露宴の司会を務めた。川村以外の家族は非公開だが、夫婦仲は良好らしく、『Tales of Joker』8号のインタビューでロボットデザインの話題になった時、とある事で川村と夫婦喧嘩になった時、川村から「お前なんかロボットが描けなかったらただのクズ男だよ」と言われて「あったりまえじゃん。オレはロボットが描けるから今の地位があるんだぜ」と言い返した逸話を披露している。

### 交友関係
親交のあるアニメーター兼漫画家・佐藤元の漫画『おやすみ!わたしのサイボーイ』（1985年）の作画に協力した。
『巨神ゴーグ』や『機動戦士Ζガンダム』などで親交のある安彦良和は、雑誌『ガンダムエース』での対談を経て、永野の考え方を堅実で合理的、「クールなおたく」であると評した。
ゲームデザイナーの遠藤雅伸とも交遊があり、『ファイブスター物語』の雑誌掲載版再録を行なっていた雑誌『Tales of Joker』に、遠藤が「Otaku of Chris」と題したエッセイを寄稿していた時期もある。

## 経歴
1982年、第2回SFアート大賞（月刊「スターログ」主催）で入選。拓殖大学を中退。永野も参加していた地元京都の『機動戦士ガンダム』ファンのグループに、サンライズの関係者が運営する『伝説巨神イデオン』の映画化記念イベントでコスプレパフォーマンスをしてくれないかという打診があった。そこで永野が絵を描けることを知っていた友人がサンライズの人間に彼を推薦してくれた。当時、『超時空要塞マクロス』の成功でサンライズでも若い人材を求めており、新人デザイナーを募集していた。その頃、永野はまだ巨大ロボットもアニメ的なキャラクターも描けなかったので、面接には一般的なアニメとは違う写実的なタッチの建造物や自分の考えた世界観の絵などを持ち込み、担当者からはっきりと「絵は使えないが経歴が面白いから雇う」と言われた。入社後、プロデューサーの植田益朗に自分の絵を見せた時も、「プロとしてやっていけるかどうかはわからないけど、いろいろやってみなさい」と言われた。
1983年、サンライズに入社。とりあえず3月に新設される第3スタジオに配属されることになり、企画部長の山浦栄二の下で仕事をすることになった。1月から3月までは試用期間で、練習として描くよう言われた神田武幸監督の『銀河漂流バイファム』用のメカのデザインが採用され、4月から正式に入社するよう言われた。デザイナーとして入社したものの、実際には「何でもやれ」と言われており、プロデューサーと一緒に企画を立て、プレゼンし、そして財政面も考えた。またスタッフを管理し、実質的にプロダクションマネージャーのような役割も担うことになった。4-6月に「銀河漂流バイファム」、7月からは『重戦機エルガイム』の制作に参加、その合間に『巨神ゴーグ』も手伝うというスケジュールだった。
第3スタジオでは、神田監督とキャラクターデザインの芦田豊雄に挟まれた席で絵コンテの描き方やキャラクターの描き方を教わり、そこに毎日数十枚上がってくるメカデザインの大河原邦男のデザイン画を見せられてレクチャーを受けるという英才教育のような仕事の叩きこまれ方をした。安彦良和監督のもとで『巨神ゴーグ』の作業が始まると安彦に兵器や機械の構造に詳しい人間として呼ばれ、会社側に「安彦さんはとても大切な人だから要望を無視するわけにはいかない」と言われて掛け持ちすることになった。その頃、第2スタジオに呼ばれて『機動戦士ガンダム』シリーズの富野由悠季監督の『聖戦士ダンバイン』の新主役機、ビルバインのコンペにデザインを提出することになった。富野監督はすでに永野が描いた小物の設定書を50枚ほど見たことがあり、彼を呼ぶよう頼んでいた。当時、富野には「永野のような才能を拾い上げなくては」という意識があったという。
6月頃、永野は上司の山浦から『バイファム』の後番組の企画を第3スタジオで作るように言われた。「これまでに誰も見たことのない新しいタイプのメカを考え出すように」と言われ、「メカだけでいいのか」と聞き返すと「企画もストーリーも全部だ」と言われたので、永野はもう一人の人物と一緒に『スターウォーズ』をベースにした誰も知らない惑星でのロードムービー風の話を考えた。6月末、大きなメカと少年少女が旅をするという設定で最初の企画デザインを提出した。7月、永野がバンダイにプレゼンテーションを行ったところ気に入られ、7月末にサンライズに対して『Explorer』という仮タイトルで企画にゴーサインが出た。8月に『ダンバイン』のスポンサーだったクローバーが倒産し、代わってバンダイがスポンサーになった。しかし、植田プロデューサーが探していたのは永野も所属する第3スタジオの『バイファム』の後番組で、バンダイがスポンサーの『ダンバイン』は第2スタジオの作品だった。そのため、山浦と植田はスタッフの再編を考えなければならなかった。彼らは監督も探し始め、第2スタジオに移った永野はバイファムやゴーグから手を引いてこの企画に専念することになり、企画を練り上げ、玩具用の図面を引き、企画案のリライトも行った。9月、富野が監督を務めることが決定し、それまでの企画を引き継いだ。これが『重戦機エルガイム』となった。
富野、安彦、神田がなぜか優しく接してくれたが、そのことについて、後に山浦が「当時のアニメ業界には会話や挨拶がきちんとできる人間がいなかったからだ」と説明してくれた。
1984年、『エルガイム』放映中に富野監督から『機動戦士Ζガンダム』のコンセプトデザインを依頼される。そしてメイン・デザイナーに指名され、MSや戦艦から衣装や小物類まで様々なデザインを手掛ける。しかし制作会社やスポンサーなどに最初に提出したMSのデザインを酷評され、代わりのスタッフが投入されたことから番組開始前に降板。その後、一時復帰するが、数点のデザインを残して番組を去った。
1985年、アニメ雑誌「月刊ニュータイプ」（角川書店）創刊号から「フール・フォー・ザ・シティ」の連載開始。漫画家としても活動を始める。同年、『Ζガンダム』の続編の『機動戦士ガンダムΖΖ』で監督の富野によりメイン・デザイナーに指名され、メカデザインを一手に引き受けることになった。主役のガンダムや敵MSなどのデザインを行なっていたが、年末に事態が急変し、数点を除いてΖΖだけでなくほとんどの永野デザインのメカが画面から消えることになった。
1986年、「月刊ニュータイプ」で「ファイブスター物語」連載開始。同年、映画『機動戦士ガンダム 逆襲のシャア』で、富野監督の指名により再度メイン・デザイナーに起用される。しかし、スタッフなどの制作サイドやスポンサーと衝突して降板。全てのデザインが没となる。
1989年、サンライズ退社。席がなくなる代わりに、原作を持ち込んだ時の版権が自分に帰属することになった。株式会社トイズプレス副社長に就任。
1994年頃、富野監督から『聖戦士ダンバイン』シリーズの劇場版デザイナーとしてオファーを受けるが、企画の頓挫により実現しなかった。
1998年、『ブレンパワード』で富野監督の指名でタッグを組み、久しぶりにアニメのデザインワークスを担当した。
1999年、幾原邦彦のヴィジュアルストーリー『シェルブリット』のビジュアルデザインを担当。
2012年11月1日、原作・監督・脚本・絵コンテ・レイアウト・原画・全デザインを永野護が担当した『花の詩女 ゴティックメード』が劇場公開される。

## デザインワークス

### 銀河漂流バイファムと巨神ゴーグ
サンライズ入社直後に神田武幸監督の『銀河漂流バイファム』と安彦良和監督の『巨神ゴーグ』に登用され、それぞれメインのメカデザイナーの大河原邦男・安彦良和の両巨匠のかたわらでサブのメカデザインを任された。
『バイファム』では、大河原がデザインしなかった一部のゲストメカのデザインを担当した。中でも正式採用のきっかけとなったパペットファイターはメカデザイン初仕事だった。それ以外にも登場ロボットのラウンドバーニアン（RV）のラフデザインやディティールアップ、地球軍とククト軍両方の制服のデザイン（クリンナップはキャラクターデザイナーの芦田豊雄）、一部ゲストキャラクターのデザイン（芦田の不在時）なども行っている。RVのラフデザインは、監督の神田から説明を受けながらなんとか描いたラフを大河原がクリンナップしてバザムになった。永野は直された自分のデザインの全てのパーツとフォルムがきちんと形になっていて、かつ大河原デザインにもなっていることにショックを受けたと語っている。
『ゴーグ』では、大型重機ダイノソアとヘリコプターをデザインしたほか、水陸両用装甲車のキャリア・ビーグルや戦車（メルカバ93型）などの三面図と作画参考用の各部ディティールやコックピットや内部機構の設定などを描いている。また安彦が永野を呼んだのは、デザイナーというよりも自身があまり詳しくないミリタリー関係や機械類の作動方法のアドバイザーとしてだった。

### 重戦機エルガイム
キャラクターデザインとメカデザインの両方を一手に引き受けた。発端は当時の日本サンライズで新人デザイナーとして活動を始めた永野が「自分が描きたいロボット」として描いた画を富野由悠季監督が見たことだったという。しかも永野がロボットのイラストの端に描いていたキャラクター達も目に留まり、キャラクターデザインまで担当するという前代未聞の人事となった。結果的に、富野監督の意向で主人公メカを含むメカデザイナーとキャラクターデザイナーの両方を駆け出しの新人が務めるという異例の事態につながったが、反対意見も多かったという。ただし、当時の永野はまだ新人であり、印象的なメカデザインで注目されていたものの、その画力はアニメーションの設定画（誰もが同じ画を描けるようにする指示書）というレベルではなかったため、最初の内は実際のアニメ制作用の設定画の一部はアニメーションディレクターを務めた湖川友謙率いるビーボォーのスタッフが永野の絵から起こしていた。また永野も湖川らの設定画に直接解説文や注釈を書き込んだりしている。
デザインは単にキャラ表を起こすだけでなく、劇中で「ヘビーメタル」と呼ばれるロボットの内部構造や駆動系に関する科学的・技術的考証から人物の衣装・小道具に至るまで、いわゆるコンセプトデザインの領域に踏み込んだデザインを行なった。それまでのアニメロボットが現実的な可動をある程度無視していたのに対して、『エルガイム』において永野は、ムーバルフレームや二重関節などの導入により、フィルム上でロボットが合理的に動いているように見える機械的に矛盾の無い可動を視聴者にイメージさせることに成功した。
『エルガイム』ではデザインにとどまらず、ほとんどのセクションを手掛け、演出や脚本に口を出したり一部原画を描いたりもしている。 
また以前から温めていた画面には登場しない「裏設定」を数多く盛り込み、積極的に各媒体で公表。「ファイブスター物語」のプロトタイプともいうべき独自の世界を構築するなど、アニメファンの間にセンセーションを巻き起こした。

### 機動戦士Ζガンダム
富野監督により、メイン・デザイナーに指名された。富野監督からは「キャラクター以外のビジュアルイメージを出してデザインに専念して欲しい」と言われ、富野とSF設定考証担当の永瀬唯との3人でスペースコロニーや宇宙船などの作品の基本設定も考えた。
メカニックデザインではなく「デザインワークス」とクレジットされているのは、全天周囲モニターとリニアシート、ムーバブル・フレーム、多重関節といったΖガンダムとそれ以降の続編に出てくるメカニックの基本デザイン、あるいはノーマルスーツや制服などの衣装や拳銃などの小物類といった、メカニックの範疇を超えたデザインを行っているためである。またヤザン・ゲーブルのキャラクター設定画は、永野がオリジナルを描いている。
モビルスーツではΖガンダム（百式）とガンダムMk-IIのラフ、ガルバルディβ、リック・ディアス、キュベレイ、ハンブラビ、戦艦ではアーガマ、グワンバン、エンドラをデザインした。
Ζガンダムのラフは、『エルガイム』放映期間中、富野監督に「アメリカで行われるコンベンションに新しいガンダムに関するアイデアをいくつか持って行きたい」と言われて描いた新ガンダムのコンセプト案。富野監督にはまったく新しいMS像を作りたいという意識が強かったようで、好きに描いていいからとにかく永野バージョンのガンダムではなく新しいロボットを作るようにと言われて描いた。画稿には「ZETA」や「ZETA GUNDAM」と記されているが、あくまで『Ζガンダム』に登場する新しいMSのコンセプトをイメージしたもので、既存のMSのイメージを大きく変えるものとなっている。またこれらのラフについては、このコンセプトを基に永野自身がリック・ディアスとガルバルディβをデザインしたり、藤田一己がのちにクリンナップして百式とΖガンダム頭部の決定稿を描いたり、大河原邦男が参考にして自身のΖガンダムやガンダムMk-IIのラフデザインを描いたりしている。
一方で永野は、前作のデザインの流れも取り入れた保守的なMSのデザイン作業も進めており、それがリック・ディアスとガルバルディβだった。しかし、最初に提出されたその2つのデザインに対するサンライズ上層部やバンダイなどのスポンサーの評価は低く、「こんなのモビルスーツじゃない」などと酷評された。そこで作品に使えるメカデザイナーを探すことになり、36人の候補の中から藤田一己が選ばれた。また前回のガンダムのデザイナーの大河原邦男の復帰も決まった。
ガンダムMk-IIは、永野が描いたΖガンダムのラフを基に復帰した大河原がΖガンダムとガンダムMk-IIのラフを描き、それらを基に永野がガンダムMk-IIのラフを描き、大河原がまたそれに手を入れるというやり取りを繰り返した後、最終的に新人の藤田がクリンナップしてデザインを完成させた。
まだ若かった永野はΖガンダムのデザインから外されたことに反発して辞めることを宣言するが、他の仕事もあって多忙なキャラクター担当の安彦のデザイン数がまた十分ではなかったので、それをサポートしてから辞めることにした。そしてその仕事が終わると、一旦プロジェクトから外れた。
その後、富野から物語中盤から登場するMSをデザインして欲しいと声がかかって復帰する。今度は誰の意見も聞かず、子供が落書きでも描けるようにとシルエットを重視したハンブラビとキュベレイというキャラクター性の強いMSをデザインした後、完全に現場を離れた。
小説版「機動戦士Ζガンダム」（講談社）の表紙イラストや扉絵も描いており、こちらは最後まで担当している。またMSや戦艦、航空機などのデザインはほとんどがアニメ本編に登場するものとは別デザインとなっている。

### 機動戦士ガンダムΖΖ
富野監督によりメイン・デザイナーに指名され、メカデザインを一手に引き受けることになっていた。しかし番組開始前に降板することになり、ΖΖを含むほとんどの永野デザインのメカが画面から消えることになった。結局、作品に登場したのは、前作『Ζガンダム』から引き続き登場しているデザイン以外では、ガザDとゲゼ（ともにラフのみ）、プチ・モビルスーツ、ミドル・モビルスーツ、そしてずっと以前にデザインしていたシュツルム・ディアスだけだった。
永野は富野監督の「ロボットアニメの原点に戻って子供にもわかりやすい『明るいガンダム』にしよう」という意図をくみ、敵MSを作品初期のコミカルなムードに合わせた3-5頭身のSDガンダム風のデザインにした。富野監督の評価も「今回のZZといわれるガンダムは、いわゆる永野メカではありません。大河原マシンに近い線があります。それは彼が従来のデザインと、大河原デザインの二種を意識してそれぞれをデザインしているということなんです。（中略）だからこれからの彼のメカのバリエーションには期待できます。今描かせているヤラレメカに近いメカなどはかつての手塚治虫をほうふつさせる、漫画的なものまであります。それに加えてオーソドックスなデザインをすることで、彼のフィールドは良い方向に、一気に広がるかもしれません」と上々だった。しかし、「子供たちにひと目で敵ロボットの特徴をわからせるための巨大な一つ目に5頭身のガルスJ」「ハマーン・カーン専用MSとしてデザインされ、女性用ということで『おっぱいミサイル』を胸に2発搭載するハンマ・ハンマ」など、 ユニークではあるがあまりにも従来のMS像とはかけ離れたそのデザインは波紋を呼んだ。
一方、主役のΖΖガンダムに関しては、前作とは違ってサンライズとスポンサーの「とにかくガンダムに見えるように」「合体変形するように」という要望通りにデザインした（ただし、合体変形機構は永野の案ではない）。しかし、永野のデザインでは模型にした際に合体変形機構に問題があるとされるなどスポンサーサイドの了解が得られず、何度かのデザイン修正が行われ、一部媒体では永野案のデザインも公開されたものの、土壇場で没となった。
最終的にはΖΖのデザインだけでなくメイン・デザイナーの座からも外れることになり、一部のデザインを除いて永野のメカは番組から姿を消した。またハンマ・ハンマやガルスJは、名称だけ残して別のデザイナーによるデザインに差し替えられた。

### 機動戦士ガンダム 逆襲のシャア
富野監督によりメイン・デザイナーに指名された。富野監督からは「テレビシリーズではないから全てのデザインをお前に託す」と言われ、旧作（ファースト・ガンダム、Z、ZZ）に登場したメカは一切使用しないという条件で、敵味方のMSと艦艇、コックピットのシステム、サイコミュ用ヘルメットやノーマルスーツまで、劇中のほぼ全てのデザインを担当する予定だった。しかし、富野監督の要求を受けて提案したデザインラインにクライアントからのOKが出ず、また彼自身が周囲のスタッフと衝突したこともあり、またも途中降板することになった。全てのデザインが白紙に戻され、急遽メカニックデザインの発注やMSデザインのコンペが行われることになった。
MSは主役のアムロ・レイ用のHi-S（ハイエス）ガンダム（劇場版でのνガンダム）とΖガンダム（劇場版でのリ・ガズィ）、ネオ・ジオン側のシャア・アズナブル用のナイチンゲール（劇場版でのサザビー）、そしてギラ・ドーガやヤクト・ドーガにあたる機体などをデザインした。しかし、当時、永野が富野監督と考えていたMSのデザインラインは「ごつく怖い」というものだったため、ネオ・ジオン側のMSはすべて恐竜や怪獣をモチーフとしており、リック・ディアスのラインを推し進めた超重装甲の怪異なデザインとなっていた。その影響で再登場予定だったΖガンダムも同様に重武装・重装甲となっており、唯一、アムロ用の新ガンダムのみが細身でシンプルだった。その新ガンダムも、いわゆるガンダムの常識を覆すデザインで作業が進行していたが、途中降板となったために完成度7割程度のところでストップした。結局、超重装甲のコンセプトがバックウェポンシステムとして引き継がれたリ・ガズィを除き、全てのデザインが他のデザイナーたちによって一からやり直された。

### ブレンパワード
『ブレンパワード』では人物を担当したいのまたむつみとともにメインデザインとクレジットされ、メカ関係の基本設定を担当。金属板の積層をモチーフにした斬新なロボットデザインを発表した。薄い装甲が何枚も重なった「積層」というアイデアと、必ずしも関節部が「関節」として可動する必要はないという発想から出て来た重ね板バネの力を取り入れるというアイデアとが合わさって出来たデザイン。ガンダムシリーズに登場するモビルスーツのように内燃機関と機械的な関節で動く兵器ではなく、積層構造の幾何学的な筋肉を持つ、軽くてデジタル的なロボットである。またそれ以外にも主役ロボットの出現するシーンのイメージボードやコックピット内部と駆動筋システムの図解、2種類のパイロットスーツ、近未来的なデザインの艦船や戦闘機なども描いている。

## 代表作「ファイブスター物語」
1986年よりアニメ誌『月刊ニュータイプ』で連載を開始。以後、20年以上にわたって断続的に連載が続いている。
『FSS』は、永野が『重戦機エルガイム』放映中に雑誌媒体などで発表した関連イラストや自身が考えた裏設定などがベースになり、発展して行った作品である。『エルガイム』の制作に参加していて自分の手でストーリーを作りたくなった永野が描き始めた漫画で、永野が最初に考えていた企画から監督の富野由悠季にバトンタッチして以降の部分を切り離して作った。富野が『エルガイム』では一切やらせなかった要素で『FSS』が出来たとも言える。
永野は『エルガイム』制作中に自身の考えた設定をメディアに積極的に公表していた。それは作品の公式の設定ではない部分も多かったが、どの媒体でも「裏設定」として普通に扱っていた。さらにムック本「ザ テレビジョン別冊 重戦機エルガイム②」では、この裏設定をベースにした永野自身によるイラスト10点と作品年表も掲載され、これらが漫画「FSS」の源流になって行く。
永野は驚異的な遅筆で知られ、本編単行本よりもイラスト集・設定集の冊数の方が遥かに多い。物語の進行が遅い上に、度々連載が（しかもいきなり読者に予告抜きで）休載となる。この遅筆の理由の一つには作画手段へのこだわりがある。作中でのメカの描写には相当な時間をかけており、一ページに大写しにモーターヘッドが出てくる場合などは2・3日も時間をかけて描き込むという。カラーイラストでは主にアクリルガッシュを用いているが、イラストボードに鉛筆で下絵を描いて彩色するという手法もあり、単行本の表紙画などには制作に1ヶ月以上かかると言われている（単行本第12巻の表紙イラストには1ヵ月半を費やしている（『F.S.S. DESIGNS2』によれば、アクリルガッシュを使い出したのは1991年頃からで、以前は透明水彩、のちにアクリル水彩を使用していた。アクリル水彩に変えたのは肌の色が確実に出せるのと着色後の安定感から、アクリルガッシュに移行したのは自分の絵に対する理想が固まる中でアクリル水彩の透明感が気に入らなくなったからだという）。
また、公式に設定画を公表したMHも気に入らなくなれば手を加えて直してしまうため、作中で登場するたびに微妙に細部のデザインが変わることもある。デザイン画の公表から年月が経ち古くなってしまったMHは、大幅にリファインがなされることもある。その場合、元のイメージを多少残した他は、デザインがまるっきり別物に変貌してしまうことも多い。MHのみならずキャラクターのファッションも同様で、こうしたデザインに対するこだわりの強さも遅筆の一つの要因であると考えられる。「デザイン画のために『FSS』本編が存在する」とまで発言したこともある。
一時期『FSS』の執筆には、Macintoshを用いた2次元コンピュータグラフィックスが多用されていた。しかし永野は、「やはり自分の求める表現はデジタルでは無理」と考え、以後基本的にマンガ制作ではコンピューターを使用していない。もっとも、アニメ製作におけるコンピュータを使った作業については否定的ではなく、『F.S.S. DESIGNS2』において「原画のベクタライズにかかるコストさえクリアされれば、2Dセルアニメーションでも高度なコンピュータでの作業が必須となってくる」と述べ、自身による劇場アニメ『花の詩女 ゴティックメード』の制作では、ベクター画像を用いた動画の導入を試みている。

## 主な作品

### 漫画
- フール・フォー・ザ・シティ（1985年）
- ファイブスター物語（1986年 - 現在）

### アニメ映画
- 花の詩女 ゴティックメード（2012年、原作・脚本・監督・デザイン・原画・撮影）

### デザイン

#### アニメーション
- 銀河漂流バイファム（1983年、ゲストメカデザイン）
- 巨神ゴーグ（1984年、ゲストメカデザイン）
- 重戦機エルガイム（1984年、キャラクターデザイン・メカデザイン）
- 機動戦士Ζガンダム（1985年、デザインワークス）
- 機動戦士ガンダムΖΖ（1986年、メカデザイン[注 18]）
- デルパワーX 爆発みらくる元気!!（1986年、キャラクターデザイン）
- ブレンパワード（1998年、メインデザイン[注 19]）

#### ゲーム
- エアーズアドベンチャー（1996年、キャラクターデザイン）
- 鉄拳3（PlayStation版） （1998年、アンナ・ウィリアムズのスペシャルコスチューム[注 20]のデザイン）
- パンツァーフロントシリーズ（Ausf.B 除く） （1999年 - 2001年、架空戦車デザイン、コンストラクションモードサンプルゲーム “最後の戦闘” 監修（bisのみ））
- ファンタシースターオンラインver2（2001年、武器「ハート・オブ・ポウム」「アリス・クロー」デザイン）
- 鉄拳5（PlayStation 2版）（2005年、アンナ・ウィリアムズ[注 20]のスペシャルコスチュームのデザイン）
- 鉄拳6（PlayStation 3版、Xbox 360版、PSP版）（2009年 - 2010年、風間飛鳥およびアンナ・ウィリアムズのスペシャルコスチュームのデザイン）
- ファンタシースターオンライン2（2014年、一部キャラクター、特典武器、および特典マグのデザイン）

#### テレビ番組
- NHK教育テレビ子供向け教育番組『天才てれびくん』（1995年、CGキャラクター「玉三郎」デザイン[注 21]）

### イラスト

#### 小説
- 富野由悠季『機動戦士Ζガンダム』全5巻（1985年 - 1986年、講談社、表紙カバー・扉絵など）
- 幾原邦彦『Schell Bullet』全2巻（1999年 - 2000年、角川書店、ビジュアルイメージ・デザイン設定）

#### ムック
- 「Gerry Anderson's THE MAKING OF TERRAHAWKS ザ・テレビジョン アニメシリーズ3」（1985年、角川書店ニュータイプ100%コレクション、表紙）

#### その他
- 航空自衛隊第204飛行隊1998年度戦技競技会特別塗装 - 同隊配備のF-15J戦闘機のノーズアート（航空機の機体に描かれる絵画）として、園田健一、貞本義行、出渕裕らのイラストとともに『ファイブスター物語』のイマラ・ロウト・ジャジャス[注 22]が採用された。なお、この時の第204飛行隊1998年度戦技競技会仕様モデルはハセガワから限定発売された。

### 音楽作品

#### CD
- SUPER NOVA（1987年11月21日） - 『FOOL for THE CITY』のイメージアルバム。
- The Five Star Stories Sound Version（1987年5月21日） - 『ファイブスター物語』のイメージアルバム第1弾。
- GREEN and GOLD（1988年6月21日） - 『ファイブスター物語』のイメージアルバム第2弾。
- THE FIVE STAR STORIES MAMORU NAGANO（1990年9月21日） - 『ファイブスター物語』のイメージアルバム第3弾。
- Mr.ROBOT/GEAR ROBOT（1990年9月） - ビデオ作品『Mr.ROBOT』ならびに『GEAR ROBOT』のサウンドトラック。

## 出演

### テレビ
- 『重戦機エルガイムスペシャル』（1984年1月28日）…前番組『聖戦士ダンバイン』終了翌週に放送された放送直前特番。永野は番組放送中、透明のアクリルボードにホワイトマーカーで特大イラストを完成させるというパフォーマンスを披露した。イラストは未完成のまま番組終了。